# NGC 6099
NGC 6099 је елиптична галаксија у сазвежђу Херкул која се налази на NGC листи објеката дубоког неба.
Деклинација објекта је + 19° 27' 14" а ректасцензија 16h 15m 35,5s. Привидна величина (магнитуда) објекта NGC 6099 износи 14,2 а фотографска магнитуда 15,2. NGC 6099 је још познат и под ознакама UGC 10299, MCG 3-41-146, CGCG 108-170, KCPG 493B, VV 192, NPM1G +19.0457, PGC 57640.